# Ortsfamilienbuch
Ein Ortsfamilienbuch (auch: Ortssippenbuch oder Dorfsippenbuch) ist eine personengeschichtliche Sekundärquelle, in der die Kernfamilien (Vater und Mutter und deren Kinder) zusammen aufgeführt auf einer Buchseite oder auf einer Karteikarte oder einer Seite eines rechnergestützten Textes gemeinsam verzeichnet werden. Außerdem wird für die Familie auch die Verknüpfung ihrer Genealogie hergestellt, das heißt bei Vater und Mutter wird auf ihre jeweiligen Eltern verwiesen und bei den Kindern auf ihre Heirat, sofern sich derartige Angaben aus den Quellen erschließen lassen.
Die Quellen, die für die Bearbeitung eines Ortsfamilienbuches herangezogen werden, sind in der Regel die Kirchenbücher, aber auch alle anderen personengeschichtlichen Quellen geistlicher oder weltlicher Herkunft. Ebenso können Ortsfamilienbücher von Nachbargemeinden zur Bearbeitung eines Ortsfamilienbuches benutzt werden.
In Kurzform wird ein Ortsfamilienbuch auch als Familienbuch bezeichnet, das nicht mit dem Familienbuch nach deutschem Personenstandsrecht zu verwechseln ist (einem beim Standesamt geführten beweiskräfigen Personenstandsbuch).

## Die Geschichte der Ortsfamilienbücher

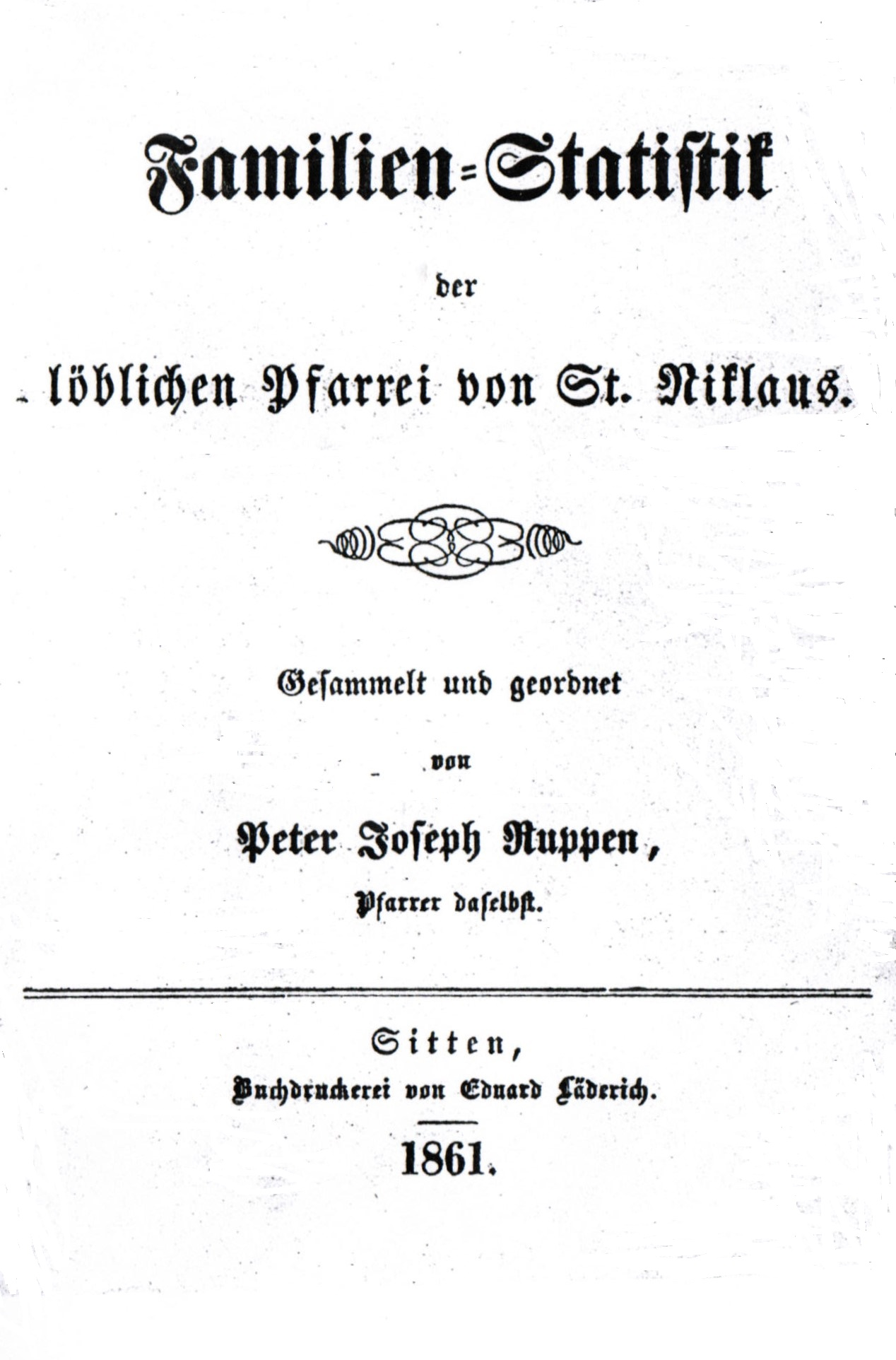
Ältestes Ortsfamilienbuch der Welt, Familienstatistik der Pfarrei St. Niklaus, Schweizer Kanton Wallis, Ausgabe 1861, 134 Seiten.

Peter Josef Ruppen (1815–1896), der 1856 bis 1862 Pfarrer in St. Niklaus war, veröffentlichte 1861 die Familienstatistik der löblichen Pfarrei St. Niklaus, die das älteste bisher bekannte gedruckte Ortsfamilienbuch der Welt ist, wie die Zentralstelle für deutsche Personen- und Familiengeschichte Leipzig zu berichten weiß. Die darin enthaltenen Familiennennungen gehen bis auf die Wende des 16. zum 17. Jahrhundert zurück.
Im 16. Jahrhundert gingen in einzelnen Orten im deutschen Sprachraum Seelenregister, die jeweils nur ein zeitlicher Querschnitt der Bevölkerung in einem bestimmten Jahr waren und es in manchen Landschaften (zum Beispiel in Oberösterreich) auch geblieben sind, in fortgeschriebene Familienregister über. 1807 wurde die Führung eines Familienregisters in jeder Gemeinde Württembergs gesetzliche Pflicht. Ab 1920 versuchte Konrad Brandner, die Abstammung der gesamten Bevölkerung der Steiermark in einer Volksgenealogie zu erfassen. Der Reichsnährstand strebte während der Zeit des Nationalsozialismus im Rahmen seiner Blut-und-Boden-Politik an, für jedes Dorf ein Dorfsippenbuch herauszugeben, und organisierte die Kirchenbuchverkartung. Von dieser politischen Zielsetzung unbefrachtet werden seit den 1950er-Jahren von Familiengeschichts- und Heimatforschern Ortssippenbücher beziehungsweise Ortsfamilienbücher in ständig steigender Zahl bearbeitet und herausgegeben.

## Aufbau von Ortsfamilienbüchern
Heute werden Ortsfamilienbücher in der Regel rechnergestützt erarbeitet. Anstelle der Karteikarte, auf der jede Familie eingetragen wird, bieten Genealogie-Programme Eingabemasken für die Daten an. Die Veränderlichkeit der Familiennamen, im Besonderen die Tatsache, dass Eheleute ihren Geburtsnamen behalten können bzw. inzwischen der Mann auch den Namen der Frau, evtl. auch als Doppelname, annehmen kann, erschwert die Erstellung der Register, ebenso die Tatsache, dass die Schreibweise der Familiennamen bis zum 19. Jahrhundert häufig uneinheitlich ist. Der Verfasser eines Ortsfamilienbuches sollte die Quellen inhaltlich vollständig ausschöpfen. Sie sollten keinesfalls bestimmte Personenkreise (etwa Ortsfremde oder Kinderlose) ausschließen, Berufe und sozialen Stand der Personen angeben und nach Möglichkeit auch Angaben über Besitz- und Eigentumsverhältnisse machen.
Der Aufbau eines Ortsfamilienbuches ist weitgehend normiert: Die Familien werden in der Regel alphabetisch und innerhalb eines Familiennamens chronologisch geordnet.